# Coenypha foliacea
Espèce
Coenypha foliacea est une espèce d'araignées aranéomorphes de la famille des Thomisidae.

## Distribution
Cette espèce est endémique de la région d'Araucanie au Chili,.

## Description
La femelle holotype mesure 4,74 mm et le mâle paratype 6,72 mm.

## Systématique et taxinomie
Cette espèce a été décrite par Machado et Grismado en 2023.

## Publication originale
- Machado, Previato, Grismado & Teixeira, 2023 : « Taxonomic review of the Andean crab spiders genus Coenypha Simon, 1895 (Thomisidae: Stephanopinae). » Zootaxa, no 5306(3), p. 301-330.